# Iglesia Episcopal de San Pablo
Iglesia Episcopal de San Pablo, también conocida como Capilla Episcopal de San Pablo, es una histórica Iglesia episcopal ubicada en el 14755 de Oak Avenue, en Magnolia Springs, Alabama. Fue construida en 1901 en estilo Gótico carpintero. Fue agregada el 25 de septiembre de 1988 al Registro Nacional de Lugares Históricos.